# 아사히 사카노
아사히 사카노(坂野 旭飛, Sakano Asahi ; 2005년 8월 13일 ~ 2025년 7월 1일)는 일본의 스키 점프 선수였다.

## 초기 생애 및 경력
2005년 8월 13일 삿포로에서 태어났다. 2022년 2월 빌라흐에서 열린 FIS컵에서 데뷔하였으며, 16위와 35위를 기록했다. 3월에는 자코파네에서 열린 2022년 세계 주니어 선수권 대회에 출전하여 개인전 17위, 남자 단체전 6위, 혼성 복식 4위를 차지했다. 이후 같은 장소에서 열린 컨티넨탈 컵에 처음 출전하여 48위, 36위, 41위를 기록했다.
2024년 세계 주니어 선수권 대회에서는 개인전 24위, 남자 단체전 11위, 혼성 단체전 8위를 기록했다. 2024년 2월 17일 삿포로에서 열린 대회에서 월드컵 데뷔전을 치렀으며, 49위로 경기를 마쳤다. 다음 날 열린 월드컵에서는 47위를 기록하며 두 번째 경기를 치렀다.

## 사망
2025년 7월 1일 19세에 삿포로 주오구에 위치한 한 건물 3층에서 추락하여 사망하였다. 그의 사망 소식은 소속된 스키 클럽인 스노우 브랜드 메그밀크에서 공식 발표하였다.